# Upekṣā
Upekṣā (sanskrit: उपेक्षा; pâli : upekkhā), l'équanimité, impartialité, ou imperturbabilité, est l'un des concepts centraux du bouddhisme.  Elle renvoie à une absence de différenciation ou de préférence.
L'équanimité est une qualité particulière, associée à la sagesse, prajñā, qui diffère de l'indifférence. L'indifférence est simplement une sensation, vedanā, ni agréable ni déplaisante. Mais l'équanimité est « qualité morale » : non pas une sensation mais une volition, saṃskāra. 
- Upekṣā, en tant que saṃskāra, est décrit comme l'un des facteurs d'une concentration extrêmement développée : le quatrième Dhyāna, quel que soit l'objet qui aura permis d'atteindre cette concentration.

- Upekṣā peut être pris comme objet d'un exercice de concentration ou un état à atteindre et constitue alors l'un des Quatre Incommensurables. C'est aussi la dixième pāramitā.

- « La connaissance de l'équanimité envers les formations mentales », saṅkhārupekkhā-ñāṇa, est, selon la description de sept puretés l'un des stades de la pratique de vipassanā.

- Upekkhā-sambojjhaṅga est un facteur d'éveil, l'une des sept qualités qui permet d'atteindre le nirvana.

## Dans le bouddhisme theravāda
Selon Nyanaponika : « L’équanimité est un parfait équilibre de l’esprit. Dans cet état, enraciné dans une vision pénétrante et profonde des choses, l’esprit est inébranlable. [...] La seconde claire compréhension sur laquelle l’équanimité doit être fondée est l’enseignement du Bouddha sur le non-soi (anattā). Cette doctrine montre que, au niveau de la réalité ultime, les actions ne sont pas accomplies par une « personne », pas plus que le résultat de ces actions n’affecte une « personne », un « moi ». Elle montre aussi que, par voie de conséquence, s’il n’y a pas de « moi », nous ne pouvons pas non plus parler de « mien ». C’est l’illusion d’un moi qui crée la souffrance et empêche ou perturbe l’équanimité. »

## Dans le bouddhisme mahāyāna
Il existe une méditation sur l’équanimité illimitée (upekṣapramāṇa) ; Philippe Cornu précise à ce sujet : « On ne doit pas confondre l'équanimité avec l’indifférence apathique ou une simple neutralité. L’impartialité est ici une attitude aimante qui n'est plus réservée à quelques-uns mais destinée à tous. L’intention d'une telle méditation est de se débarrasser de l’aversion et de l’attachement. Son objet, tous les êtres, est illimité. » Alexis Lavis va en ce sens, indiquant que « Cette précision est importante, car cette disposition corrélative à la tolérance (kṣānti) que les textes bouddhiques nomment upekṣā, est souvent traduite par « indifférence », avec le risque d’y voir cette attitude de mépris à l’égard de ce qui ne m’intéresse pas moi, alors qu’il s’agit, comme l’indique le terme sanskrit, d’un dépassement (upa) des attentes (ikṣa) égologiques que le bouddhisme considère comme surajoutées illusoirement à l’expérience. »